# جت‌بلو

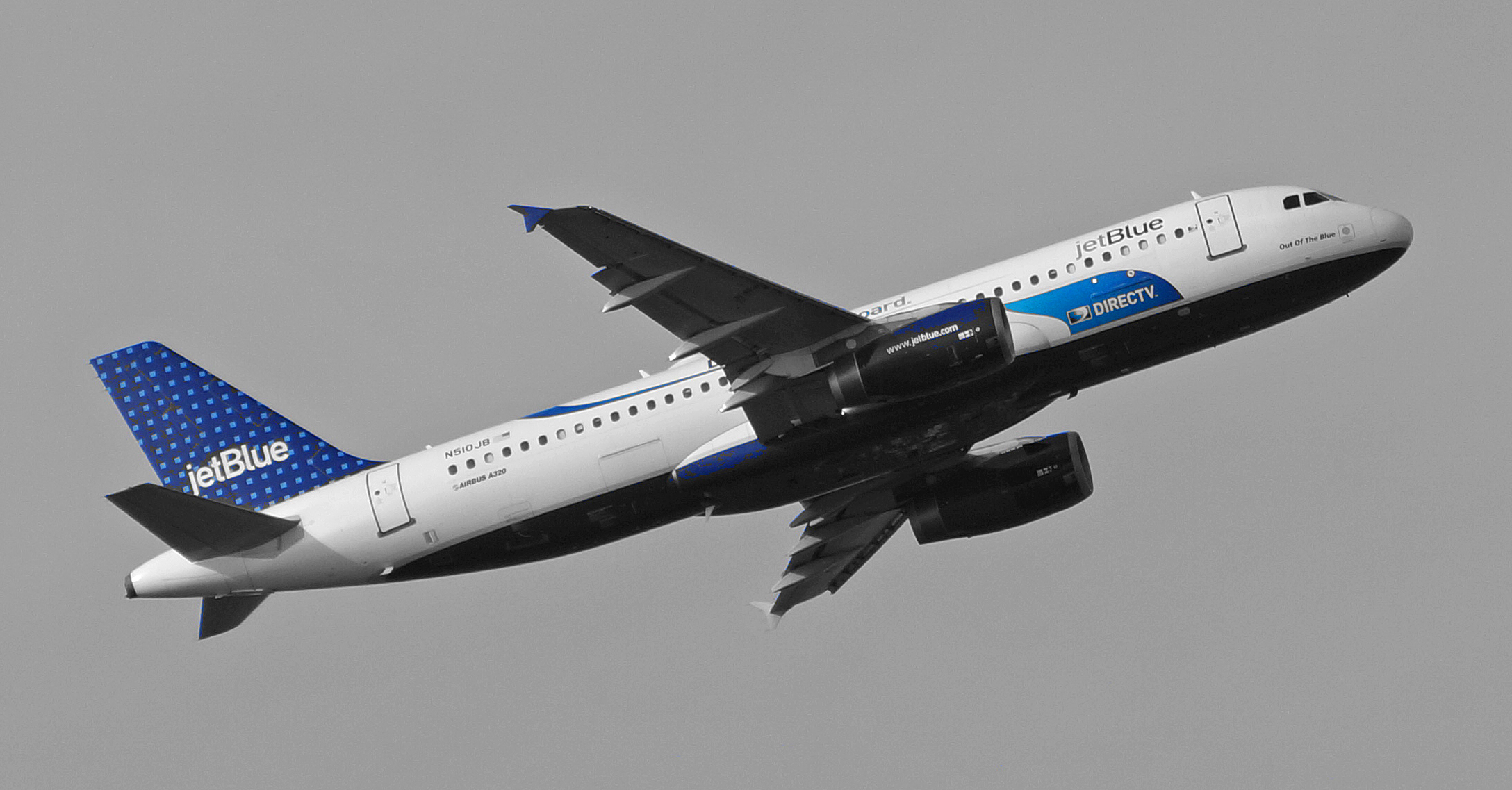
هواپیمای ایرباس ای۳۲۰ متعلق به جت‌بلو

جت‌بلو (به انگلیسی: JetBlue) شرکت هواپیمایی ارزان‌قیمت آمریکایی و ششمین شرکت هواپیمایی بزرگ این کشور است که در سال ۱۹۹۸ راه‌اندازی شد و از سال ۲۰۰۰ فعالیت خود را آغاز کرد. پایگاه اصلی پروازهای شرکت هواپیمایی جت‌بلو در فرودگاه جان اف کندی، دفتر مرکزی این شرکت در شهر لاینگ آیلند ایالت نیویورک و دفتر عملیاتی آن در کاتن وود هایتز، یوتا قرار دارد.
سهام شرکت جت‌بلو در بازار بورس نزدک معامله می‌شود. این شرکت در حال حاضر در ناوگان هوایی خود، دارای ۲۰۷ فروند (می ۲۰۱۵) هواپیمای جت مسافربری می‌باشد.

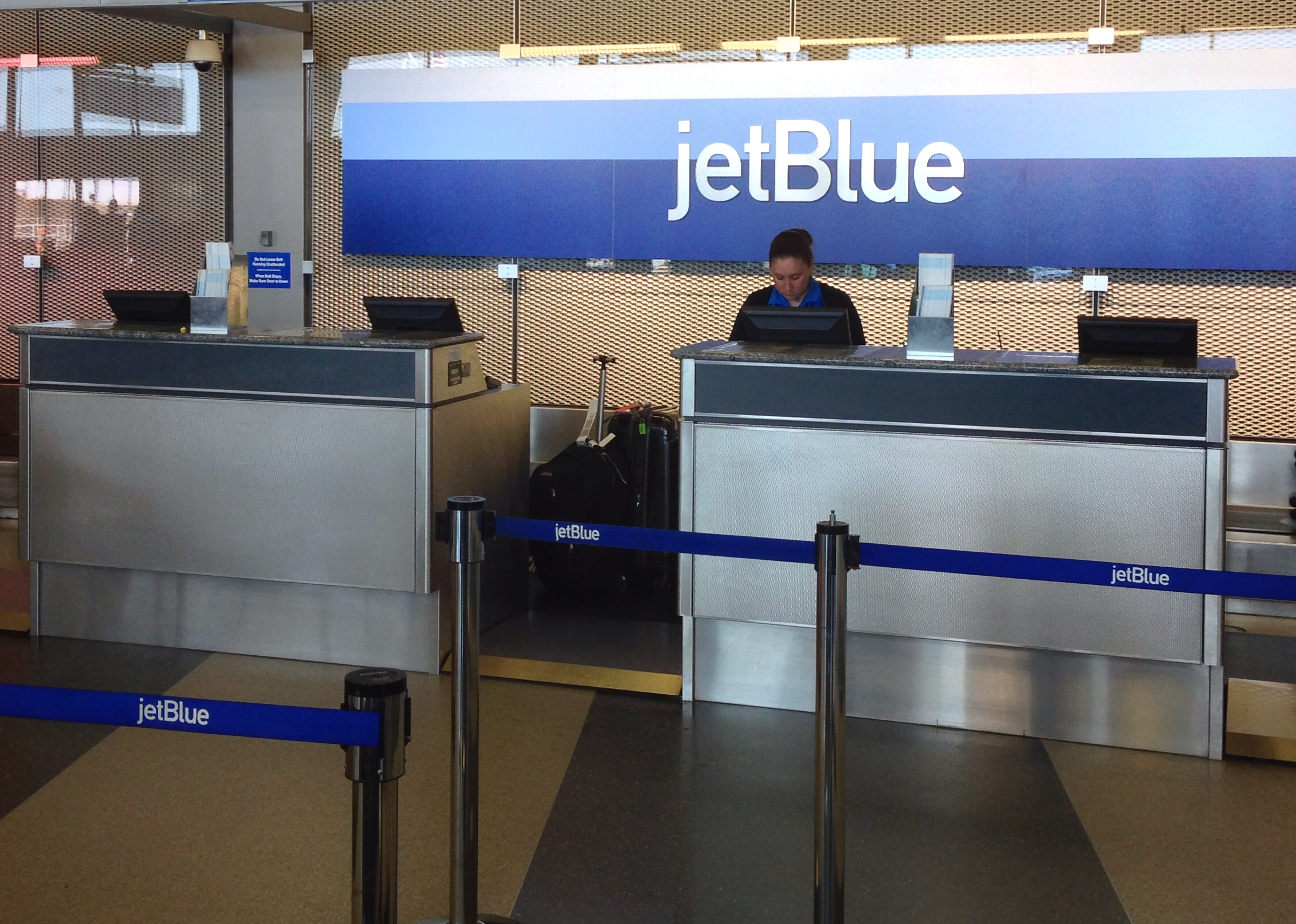
قسمت کنترل ورود شرکت جت بلو